# Blaberus
Блаберус (лат. Blaberus) — род тараканов из влажных тропических лесов Южной Америки и Центральной Америки. Также есть данные об обнаружении небольших популяций отдельных видов в Южной Африке. Однако эти данные требуют дальнейшего уточнения и более детального изучения ввиду возможности переселения этих тараканов при помощи человека.
В настоящее время в неволе содержится целый ряд видов Blaberus. Самыми распространёнными у разводчиков в СНГ являются Blaberus atropos, Blaberus boliviensis, Blaberus craniifer, Blaberus colosseus, Blaberus giganteus.
Имаго блаберуса способны планировать при падении. Имаго и нимфы часто используются в качестве кормовых объектов для приматов, птиц, рептилий, пауков-птицеедов и других членистоногих, а также в качестве экзотических домашних животных. Размеры имаго могут достигать от 6 до 8,5 сантиметров в длину (самый крупный представитель рода — Blaberus giganteus).

## Виды
Род Blaberus состоит из нескольких десятков видов.
- Blaberus affinis (Jurberg, Albuquerque, Rebordoes, Goncalves & Felip)
- Blaberus anisitsi (Brancsik 1898)
- Blaberus asellus (Thunberg 1826)
- Blaberus atropos (Stoll 1813)
- Blaberus boliviensis (Princis 1946)
- Blaberus brasilianus (Saussure 1864)
- Blaberus colosseus (Illiger 1801)
- Blaberus craniifer (Burmeister, 1838)
- Blaberus discoidalis (Serville, 1839)
- Blaberus duckei (Jurberg, Albuquerque, Rebordoes, Goncalves & Felip)
- Blaberus fusiformis (Walker, F., 1868)
- Blaberus giganteus (Linnaeus, 1758)
- Blaberus latissimus (Herbst 1786)
- Blaberus matogrossensis (Rocha e Silva & Aguiar 1977)
- Blaberus minor (Saussure 1864)
- Blaberus parabolicus (Walker, F., 1868)
- Blaberus paulistanus (Lopes & de Oliveira 2000)
- Blaberus peruvianus (Jurberg, Albuquerque, Rebordoes, Goncalves & Felip)
- Blaberus scutatus (Saussure & Zehntner 1894)

## Обитание, содержание

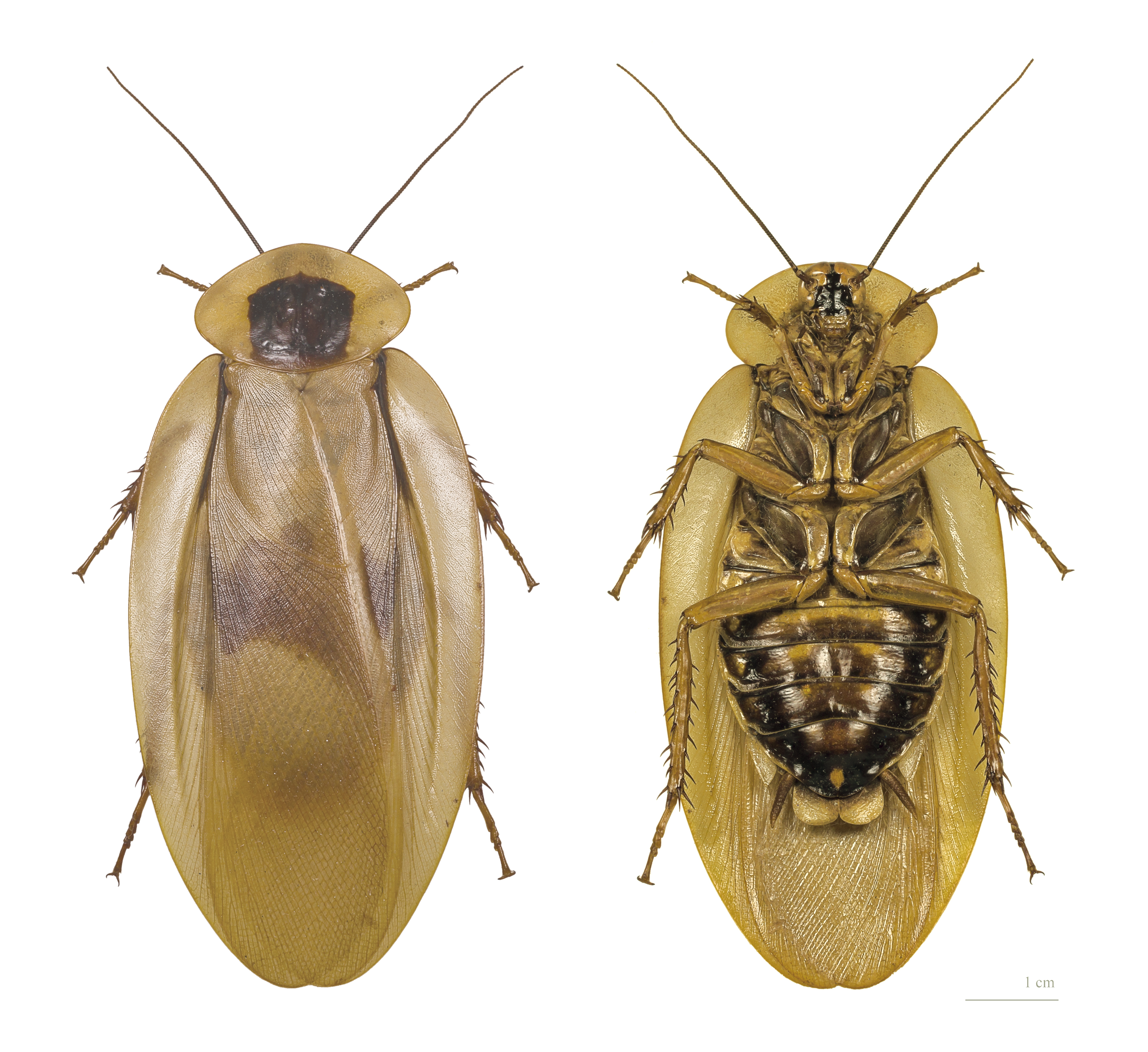
Blaberus giganteus — ♀

Родиной тараканов рода Blaberus являются леса Южной и Центральной Америки, при этом тараканы разных возрастов достаточно чётко разделяют территорию обитания колонии. Так, личинки 1—3 линьки предпочитают зарываться в лесную подстилку, где питаются гниющими органическими остатками растений и животных; личинки последующих возрастов предпочитают держаться в опавшей листве, под корой деревьев, в гнилых пнях и стволах деревьев; имаго поднимаются на стволы и ветви деревьев, откуда наиболее удобно планировать для расселения.
В неволе всех тараканов этого рода содержат при температуре 26—33 °C и влажности воздуха 50—60 %.
При более низких показателях температуры и влажности эти тараканы начинают реже питаться и практически перестают размножаться (при температуре ниже 23 °C активность тараканов снижается на 50-60 %).
Для устройства инсектария для блаберусов подойдёт стеклянный аквариум или пластиковый контейнер от 10 литров и более. Обязательно наличие хорошей вентиляции.
На дно контейнера насыпается грунт толщиной 3—5 см, приготовленный из торфа, кокосового субстрата, древесной стружки и листового опада (дуб). Так же необходимо разместить вертикально всевозможные коряги и куски сосновой или берёзовой коры. Садок с насекомыми необходимо периодически умеренно опрыскивать тёплой водой. Стартовым количеством для образования устойчивой колонии можно считать 10—15 особей.
В качестве корма подойдут всевозможные фрукты и овощи. Так же необходимо давать насекомым в качестве белковой добавки сухие корма для кошек/собак, гаммарус, в противном случае тараканы становятся склонны к каннибализму, особенно по отношению к свежеперелинявшим особям. Всю не съеденную в течение суток пищу рекомендуется удалять из инсектария.

## Размножение
Отличительным половым признаком мужской особи является наличие на заднем конце брюшка грифельков (небольшие придатки, похожие на иголки). У самок таковые отсутствуют.
Также отличительной особенностью самцов является характерное половое поведение. Ухаживает самец за самкой очень эффектно, поднимая крылья перпендикулярно брюшку и опуская их резким движением вниз. Благодаря этому характерному манёвру самцу удаётся распространять привлекающие самок феромоны на большей территории. Иногда самец издаёт стрекочущий звук, при этом он может подрагивать всем телом. Звук создаётся от трения надкрылий о задний край переднеспинки.
Представители рода яйцеживородящи. Беременность у самок разных видов может быть выражена слабым или сильным утолщением брюшка и длится 1,5—2,5 месяца. В течение всего срока беременности самка может несколько раз выдвигать из брюшка не хитинизированную оотеку. В выводке бывает до 30 крошечных личинок, которые тут же зарываются в субстрат.